# توني جيمس (لاعب كرة قدم بريطاني)
توني جيمس (بالإنجليزية: Tony James)‏ (9 أكتوبر 1978 في المملكة المتحدة - ) هو لاعب كرة قدم بريطاني في مركز الدفاع. لعب مع نادي بيرتن ألبيون ونادي هيرفورد ونيوبورت كونتي ووست بروميتش ألبيون وWales national semi-professional football team ‏ وHereford F.C. ‏ ونادي ويموث.

## وصلات خارجية
- توني جيمس على موقع قاعدة بيانات كرة القدم.إي يو (الإنجليزية)
- توني جيمس على موقع Soccerbase.com (لاعب) (الإنجليزية)